# Discovery Kids
Discovery Kids is een Amerikaanse digitale televisiezender. De zender is eigendom van Discovery, Inc., en bevat programma’s gericht op kinderen. De zender bestaat sinds 1986.
De zender specialiseert zich vooral in informatieve en educatieve programma’s, met thema’s als natuur, wetenschap, dierenleven en avontuur.
De zender kende van 5 oktober 2002 tot 2 september 2006 een zaterdagochtendblok genaamd Discovery Kids on NBC, welke werd uitgezonden op NBC. Verder kent de zender een speciaal op peuters gericht blok genaamd Ready Set Learn, en een meer volwassen blok getiteld @DK.

## Programma’s
- Adventure Camp
- Animal Jam
- Beach Bay Island
- Bonehead Detectives of the Paleoworld
- Brum
- Bindi the Jungle Girl
- Crash, Bang, Splat!
- Cubeez
- Crocodile Hunter's Croc Files
- Darcy's Wild Life
- Dinosapien
- Endurance
- Ernest
- Franny's Feet
- Flight 29 Down
- The Future is Wild (animatieserie)
- Gross!
- Growing Up Creepie
- Grossology
- Henry's Amazing Animals
- Hip Hop Harry
- Jaws & Claws
- Jeff Corwin Unleashed
- Kenny the Shark
- Mad Science
- Mentors
- Meteor and the Mighty Monster Trucks
- Mystery Hunters
- The Magic Schoolbus
- Operation Junkyard
- The Owl
- Outward Bound
- Peep and the Big Wide World
- Popular Mechanics for Kids
- Prehistoric Planet
- RSL'S Summer Breeze
- The Saddle Club
- The Save-Ums
- Scary Saturday Night Sleepover
- Scien-trific
- Scout's Safari
- The Screech Owls
- Serious
- Skunked TV
- Strange Days at Blake Holsey High
- The Big Bang
- Timeblazers
- Time Warp Trio
- Timmy and Lassie
- Toddworld
- Tracey McBean
- Trading Spaces: Boys vs. Girls
- Truth or Scare
- Tutenstein
- Wilbur
- Wolves, Witches and Giants
- Zach's Ultimate Guide
- Zoink's How It's Made